# بوتهاله ایهالاگاما
بوتهاله ایهالاگاما (به لاتین: Bothale Ihalagama) یک منطقهٔ مسکونی در سری‌لانکا است که در استان غربی، سری‌لانکا واقع شده‌است.